# Dorobanzen

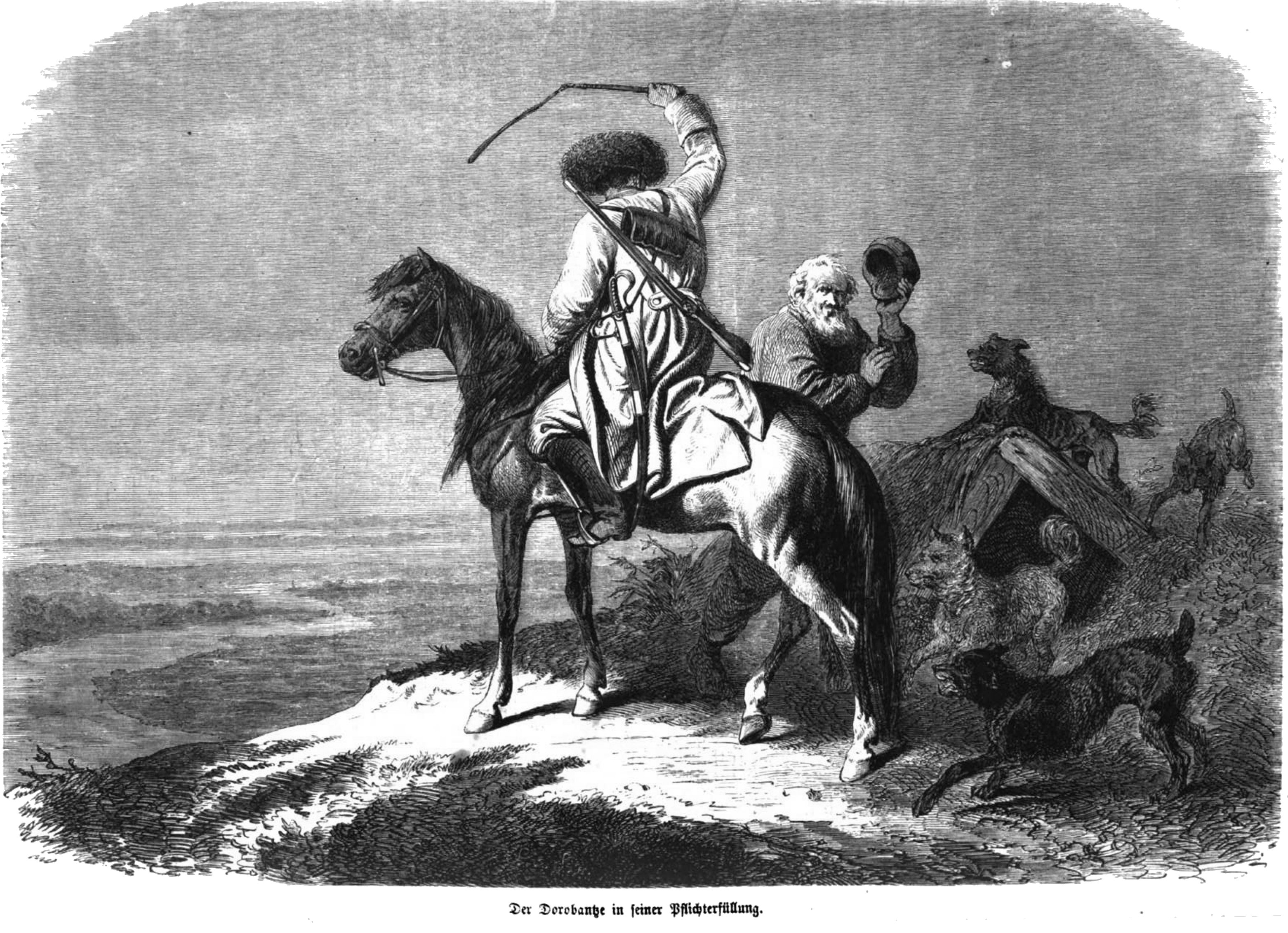
Der Dorobantze in seiner Pflichterfüllung

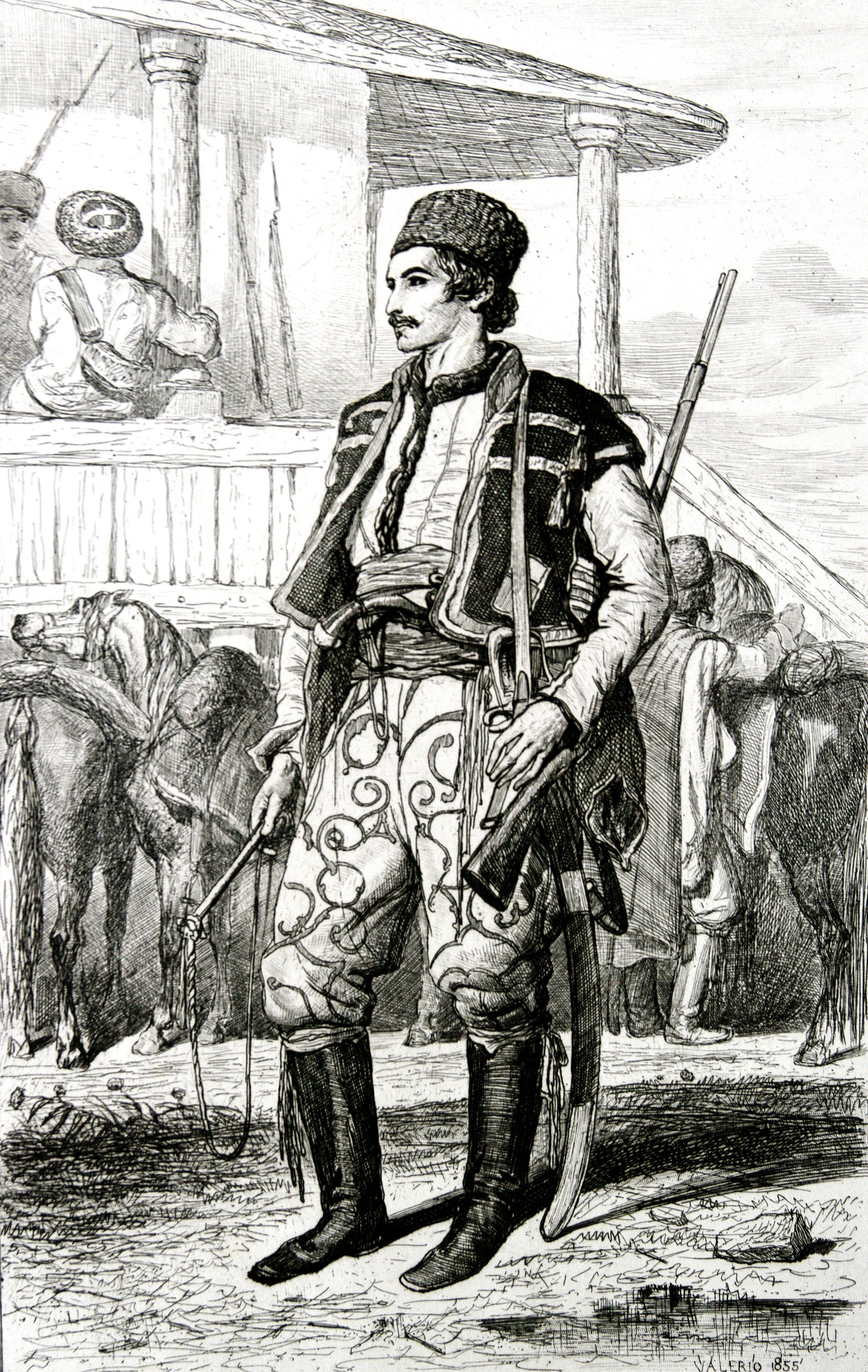
Dorobant 1855

Die Dorobanzen oder Dorobantze (Singular: Dorobant) waren die Territorialregimenter der rumänischen Infanterie während der Zeit der k.u.k. Monarchie.

## Name
Dorobant leitet sich von der Bezeichnung Trabant ab, die im Spätmittelalter und der Frühen Neuzeit dienende Begleiter oder Leibwächter zu Fuß bezeichnete.

## Beschreibung
Die Dienstpflicht der Dorobanzen betrug 1876 neun Jahre, davon fünf oder sechs Jahre in der aktiven Territorialarmee und 2 oder 3 Jahre in der Reserve. Dabei wurde zwischen der Kavallerie (Calaraschen) und der Infanterie unterschieden. Nach dem Ausscheiden aus der Territorialarmee waren die Dorobanze noch bis zum 36. Lebensjahr in der Landwehr (Militie) und anschließend bis zum 46. Jahr einschließlich im Landsturm (Glóte) dienstpflichtig.
Das stehende Heer und die Territorialarmee wurden nach und nach verschmolzen. Jedes Dorobanzenregiment bestand aus drei Bataillonen zu je vier Kompanien, davon ein ständiges und zwei territoriale Bataillone. Ein ständiges Bataillon bestand in Friedenszeiten aus 400 Mann, das Bataillon in Wechseldienst aus 40 Mann, in Kriegszeiten aus 1.140 Mann. Die Mannschaften waren gut ausgebildet und durchaus kriegstüchtig. Sie waren insbesondere im Russisch-Türkischen Krieg vor Plewna aktiv.
Die Mannschaft der Dorobantzenregimenter wurde aus den Orten des Binnenlandes rekrutiert. In Friedenszeiten wurden die 40 Mann aufgeteilt, dabei entfielen auf das Kreisamt 30 Mann und zehn Man für das Distriktsamt. Dabei wurden sie, wenn alles friedlich war auch missbräuchlich im privaten Dienst ihrer Vorgesetzten eingesetzt und verrichteten die Arbeit von Knechten oder Hausangestellten. Ihr Dienst dauerte jeweils vierzehn Tage, dann wurden sie von einer anderen Mannschaft abgelöst. Für vier Wochen durften sie wieder nach Hause, um dort ihrer Arbeit nachzugehen. Anschließend mussten sie erneut ihren Dienst versehen. Zusätzlich konnten sie einberufen werden, wenn sie beispielsweise bei der Verfolgung von Räubern oder anderen Straftätern benötigt wurden, oder hochrangige Privatpersonen und Staatsbeamte auf ihren Reisen beschützt und begleitet werden mussten.

## Dorobanzenkorps
Von den Rekruten wurden jene für das Dorobanzenkorps ausgewählt, die „die Mittel besitzen, sich die zu diesem Dienste erforderlichen Pferde anzuschaffen“ Die reguläre Dienstzeit in einem solchen Corps betrug 7 Jahre, zumeist betrug der Einsatz jedoch nur 25 % dieser Zeit.
Das Korps bestand (1868) aus 8 Divisionen, die jeweils von einem Major geführt wurden und 30 Eskadronen. Eine Eskadron bestand aus 408 Reitern: Einem Rittmeister, einem Oberlieutenant, zwei Unterlieutenants, einem Rechnungs-Wachtmeister, 8 Wachtmeistern, 18 Korporalen, 6 Trompetern und rund 371 Dorobanzen.
Dabei variierte die Stärke der Eskadronen, da sich die Anzahl der Rekruten nach der Bevölkerungszahl der Landbezirke richtete, aus denen sie ausgehoben wurden. Die Zahl der Offiziere, war jedoch auf 4 festgesetzt.
Die Dorobanzen sollten nicht mit den Domobranzen in Slowenien oder den Domobrani in Kroatien verwechselt werden.

## Uniform und Bewaffnung

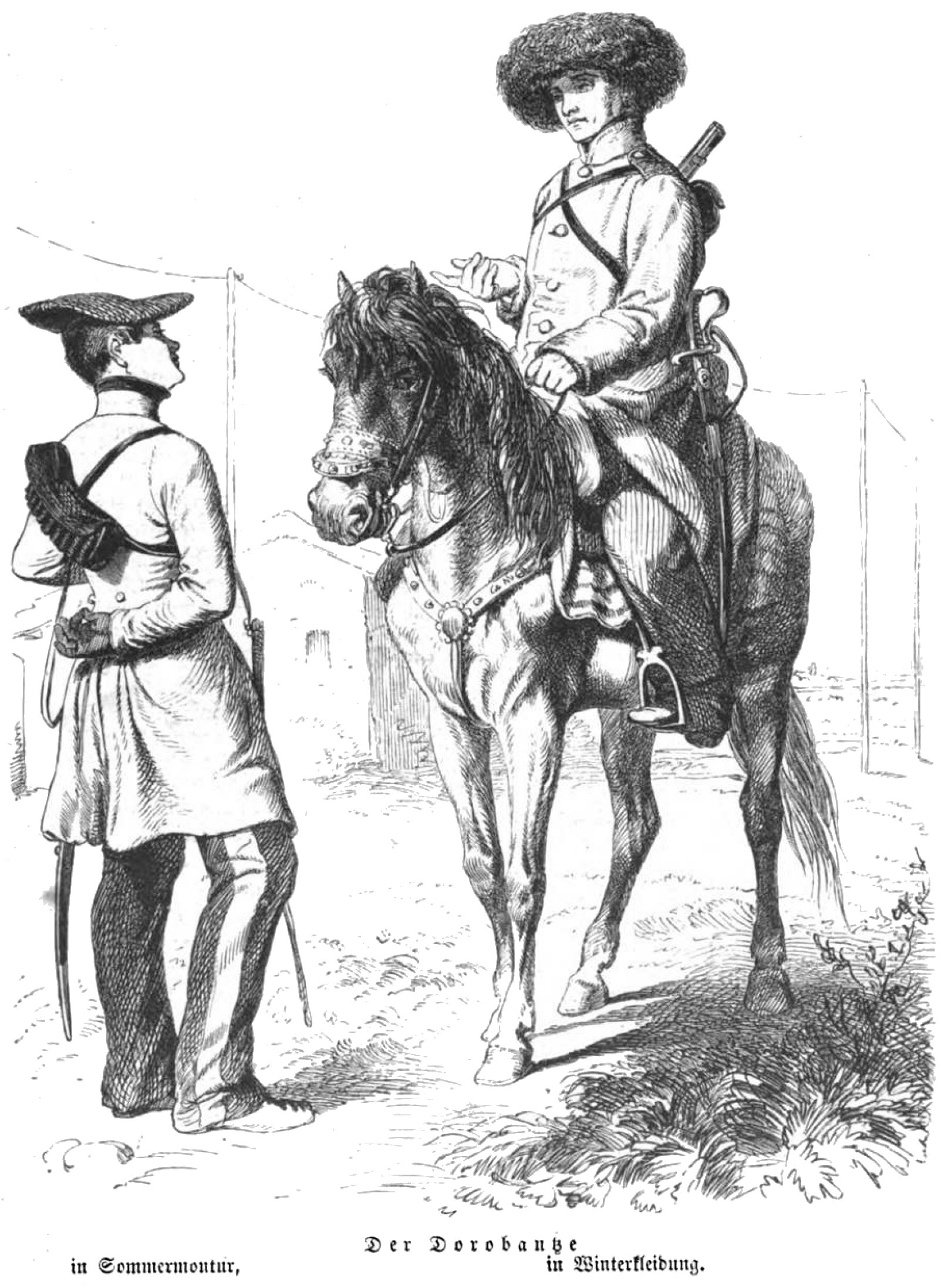
Ein Dorobanze in Sommer- und Wintermontur (1857).

Die Dorobanzen waren entweder mit Dreyse-Zündnadelgewehren oder mit Gewehren aus der Produktion von Sylvestr Krnka ausgestettet. Daneben trugen sie einen Säbel teilweise mit einer Klinge aus „Solingen“, einer Patronentasche, die auf dem linken Schulter getragen wurde und eine Knute.
Äußerlich ähnelten ihre Uniformen denen der russischen Kosaken, unterscheiden sich aber in der Farbe ihrer Bekleidung von jenen. Zudem musste die Uniform selbst hergestellt werden, so dass keine einheitliche Gestaltung gegeben war.
- Es gab schwarze Röcke mit grünen Aufschlägen. Die zugehörigen Hosen waren schwarz und an den Seiten mit einem breiten, grünen Tuchstreifen besetzt. Dazu gehörte eine Lammfellmütze.
- Im Sommer wurden ein weißer eng anliegender Rock, verzierte Bluse und Hosen getragen.
- Zur Winteruniform gehörte ein weißer Militärmantel aus grobem Tuch mit langen schweren Schößen.
- Des Weiteren gab es eine runde schirmlose Mützen aus grünem Tuch nach russischem Vorbild.

Ein Markenzeichen der Dorobanzen war eine Truthahnfeder, die an der Mütze befestigt war. Dies führte dazu, dass sie spöttisch als Truthähne bezeichnet wurden. Davon zeugen einige Strophen des Gedichts Peneș Curcanul von Vasile Alecsandri.